# ウァレリウス・マクシムス

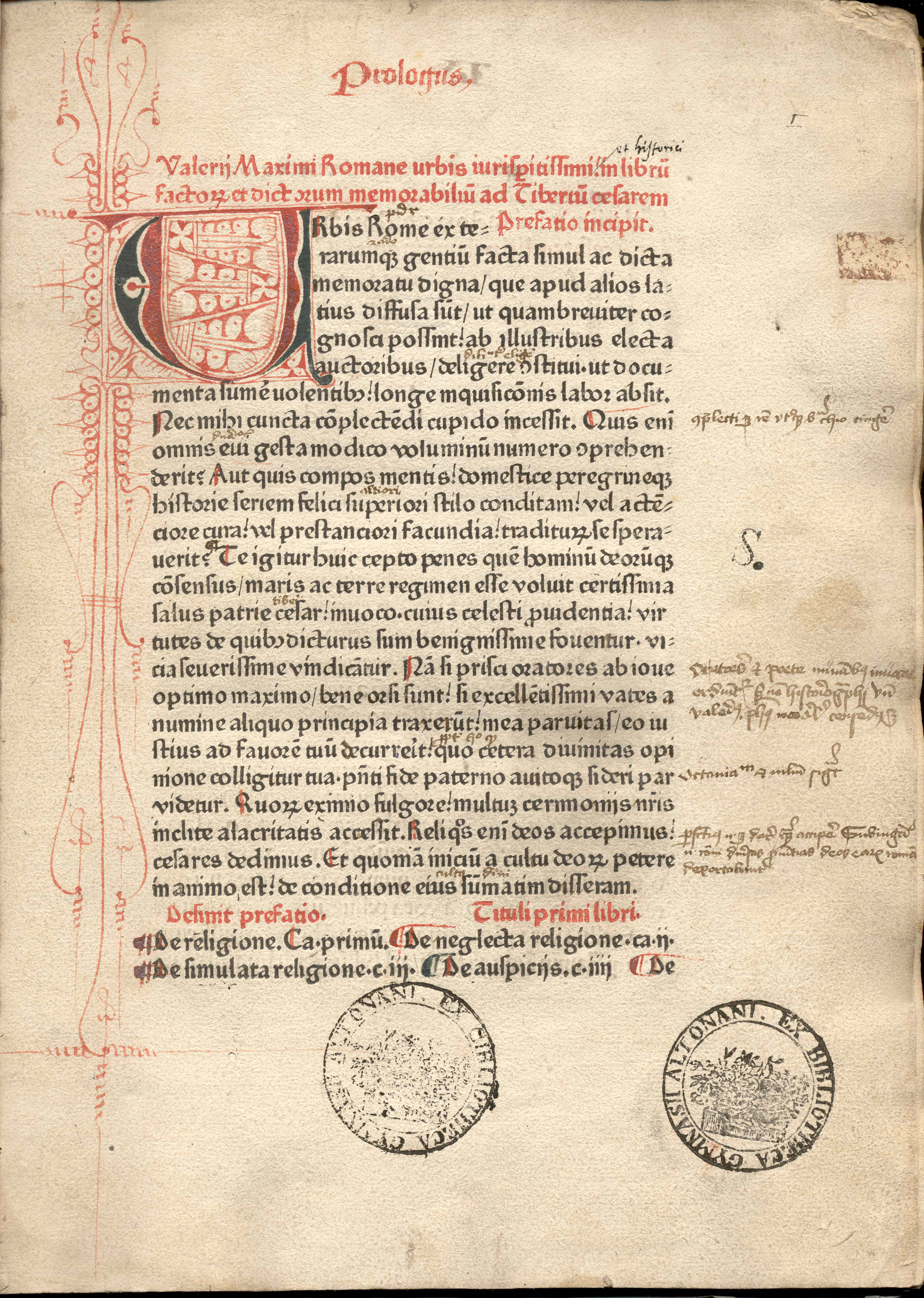
『著名言行録』15世紀ドイツのペーター・シェッファーが出版したインキュナブラ

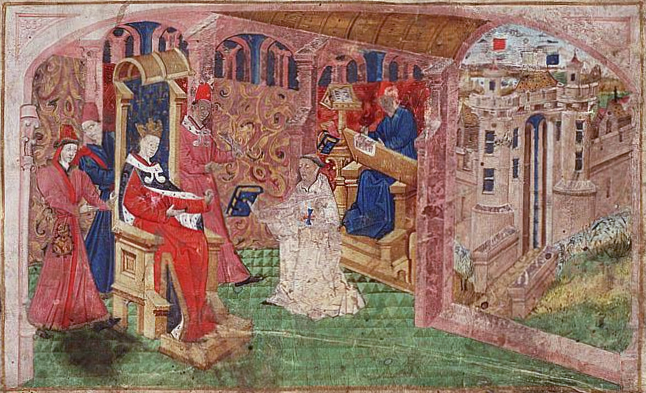
14世紀、シャルル5世に『著名言行録』フランス語訳を献上するシモン・ド・エスダン

ウァレリウス・マクシムス（ワレリウス・マクシムスとも、羅: Valerius Maximus、1世紀前半ごろ）は、帝政ローマのラテン語著述家。古代ギリシア・ローマの様々な逸話をまとめた『著名言行録』（『有名言行録』『記憶に値する行為と言葉』とも、羅: Facta et Dicta Memorabilia）の作者。

## 生涯
生涯は不詳である。『著名言行録』がティベリウスに献呈されており、ティベリウスへの阿諛追従やセイヤヌスへの非難文が含まれることから、セイヤヌス失脚後のティベリウス在位末期、すなわち31年から37年に本書を公刊したと考えられる。

## 『著名言行録』
全9巻（10巻とする場合もある）からなる。古代ギリシア・ローマの逸話を、勇気・慈愛・節度・残忍・悪行・前兆・好運といった主題別に集めている。
本書は修辞学者（弁論家）のための範例集として書かれた。ラテン文学白銀期への過渡期を示す修辞的文体で書かれている。
リウィウスやキケロを原資料としている。不正確な逸話もあるが、本書にしか伝わらない逸話もある。
中世ラテン世界では、プリスキアヌス『文法学教程』などと並んで受容され、多くの写本が作られた。例えば、カロリング・ルネサンス期フェリエールのルプスが校訂した写本が現存している。中世には古代史の歴史書としても読まれた。

## 関連書籍
- 吉田俊一郎『ワレリウス・マクシムス『著名言行録』の修辞学的側面の研究』東海大学出版部、2017年。ISBN 978-4486021308。